# Parakramabahu IX
Dharma Parakrama Bahu IX o Parakramabahu IX fou rei de Kotte succeint al seu pare Parakramabahu VIII (Vira Parakramabahu VIII) en una data incerta (1484, 1491, 1509, 1513). En el cas de haver pujat al tron en les primeres dates hauria regnat fins al 1513, però en cas d'haver-se proclamat rei (com a pretendent o com a rei regional) el 1509 hauria estat pretendent fins al 1513 i rei fins vers el 1528; també podria haver estat només rei des de 1513 a 1528, amb el seu germà Vijayabahu VII com a pretendent des de 1509 a 1513 i co-rei des de 1513 a 1521. El Mahavansa no l'esmenta però si el Rajavaliya que diu que va regnar vint anys i que hi havia diversos Raja (tots lligats per llaços de sang amb el rei) que governaven regions i pagaven tribut al rei de Kotte que era anomenat "emperador" o "gran rei" (maharaja).

## Arribada dels portuguesos
En aquest període els portuguesos van començar a competir amb els mercaders musulmans pel comerç de la regió; els musulmans portaven espècies de Malaca i Sumatra cap a Cambay i Bàssora; havent estat efectivament tallada la ruta comercial pels vaixells portugueses, les naus àrabs o perses es van veure obligades a fer un gran rodeig a través de les Maldives, o sigui passant al sud de Ceilan per escapar de la captura. Dom Francisco de Almeida, virrei de l'Índia, va enviar el seu fill, Dom Lourenço de Almeida amb una flota de Goa a interceptar els musulmans en ruta, i vagant a través de mars desconeguts que els va dur inesperadament pels corrents al port de Galle, on va trobar vaixells àrabs carregats amb canyella i elefants. En la seva alarma per la seguretat de les seves naus, els musulmans van intentar enganyar als portuguesos amb l'afirmació que Galle era la residència de l'emperador (suposadament Dharma Parakrama Bahu), sota la protecció del qual feien el seu comerç, i per qui, a més a més, estaven autoritzats per proposar un tractat de pau i comerç amb els portuguesos, i complimentaven l'encàrrec oferint com a regal reial quatre-centes bahars (càrregues-sacs) de canyella.
Mentre la notícia de l'arribada dels portuguesos havia arribat al gran rei que va convocar a tots els rages del país i als ministres de l'estat per decidir el que s'havia de fer; es va decidir enviar a Chakrayuddha Rajah, investit amb plens poders, a visitar als portuguesos i tractar amb ells en el millor interès del regne.
El raja enviat va anar a Galle amb una disfressa i va arribar a la conclusió que no seria intel·ligent oferir una actitud hostil als estrangers que disposaven d'armaments superiors als singalesos. Va prendre posició en una vila propera i va demanar als musulmans de portar a l'ambaixador portuguès que aquests havien demanat enviar al gran rei. Aquest ambaixador fou Payo de Sousa i fou enviat acompanyat dels musulmans a esperar al rei; fou passejat alguns dies per una densa jungla fins a arribar a un lloc on hi havia molta gent amb cabanes de fusta; el missatger fou portat davant una persona que va dir ser el rei i que li va donar la benvinguda i va expressar el seu desig d'enviar ambaixadors a Cochin per fer un tractat amb el rei de Portugal. Payo de Sousa no va tenir dubte que estava davant un personatge important o del propi rei. L'ambaixador va aconseguir permís del raja per erigir una factoria a Colombo. Els portuguesos van erigir una creu de pedra a Colombo commemorant l'arribada i no van tardar a reembarcar deixant només un factor.
El desembarcament portuguès a Kolon Tota (Colombo) fou el 15 de novembre de 1505.

## El rei de Kotte
La identitat del rei al poder a Kotte el 1505 ha estat matèria de discussió. A la meitat del segle XX els historiadors Perera i Codrington situaven com a rei a Vira Parakramabahu VIII (Ambulagala Kuda Kumara), però el 1961 Senerat Paranavitana, basant-se en el Rajavaliya, una reinterpretació de la inscripció singalesa del temple de Kelani de 1509 i informacions de fonts portugueses va considerar que el rei ja no era Prakramabahu VIII sinó Dharma Parakramabahu IX que hauria regnat entre 1491 i 1513.
El 1971 Geneviève Bouchon va discutir aquesta cronologia i va reviure la teoria de que el rei era Vira Prakamabahu VIII, al·legant que Dharma no és esmentat en cap font singalesa escrita (el Mahavansa o el Rajaratnakaraya) i que el Parakramabahu esmentat a la inscripció del temple de Kelani podria haver estat qualsevol dels reis d'aquest nom; i va assenyalar que el Veragama Sannasa, el Kadirana Sannasa i la inscripció a Kappagoda indicava que Vijayabahu VII ja es reivindicava com a rei de Kotte el 1509, per la qual cosa pensava que no va existir cap rei de nom Dharma Parakramababahu i, per tant, Vira Parakrama VIII (que hauria regnat del 1484/1491 al 1509) va tenir com a successor a Vijayabahu VII vers el 1509. Per recolzar aquesta idea va indicar que el 30 de novembre de 1513 el governador Afonso de Albuquerque va escriure al rei dom Manuel que "el rei de Ceilan és mort; te dos fills i estan dividits entre ells per la successió al tron". Segons el Rajavaliya, Dharma Parakramabahu IX no tenia fills, en canvi Vira Parakramabahu VIII si que en tenia i el 1508 fonts portugueses el descriuen com a vell i malalt, així que Vijayabahu VII seria el seu fill, que hauria reclamat el tron des de 1509 quan el seu pare devia estar ja gairebé incapacitat, i hauria governat des de 1509 a 1521 mentre Vira Parakramabahu va sobreviure fins al 1513 deixant llavors el tron plenament a Vijayabahu. En tot cas queda el dubte d'un possible error de Afonso de Albuquerque que pensava en la successió segons el model europeu de pares a fills quan a Ceilan era sovint entre germans; així potser els dos pretendents fills que esmenta, en realitat serien germans i, per tant, podria ser rei Dharma i dos germans seus els pretendents (Vijayabahu VII i un altre no esmentat pel nom).
El 1992 Mendis Rohanadhira va repetir els arguments de Bouchon (a la qual no cita i el treball de la qual potser no coneixia) i afegeix una data nova, la inscripció de Gadaladeniya que suposa pertanyia a Vira Parakramabahu VIII (Paranavitana en canvi pensa que es tracta de Parakramabahu VI i algun altre autor la suposa de Vira Parakramabahu VII) i suposa que Dharma Parakramabahu IX no fou rei (almenys a Kotte) sinó el germà pretendent de Vijayabahu VII i que els portuguesos s'haurien equivocat al considerar-lo rei o haurien estat confosos expressament pel mateix Dharma.
El 1997 encara va sorgir una nova teoria: Dharma Parakramabahu IX no va existir i fou un invent dels portuguesos i l'única crònica singalesa que l'identifica com a rei, el Rajavaliya, fou escrita al segle xvii (però la majoria dels autors la consideren de la meitat del segle xvi) i estava contaminada amb les informacions errònies portugueses. No obstant cal descartar aquesta teoria, ja que se sap que el Rajavaliya estava basat en fonts més antigues com el Alakescarayuddhaya (probablement de finals del segle xvi i al seu torn basada en una crònica anterior de la meitat del segle xvi) i altres com el Sitawaka Hatana que clarament identifiquen al rei com Dharma Parakramabahu (IX).

## El regnat
Una força musulmana dirigida per un cap de nom Cadiraya va desembarcar a Chilaw amb l'objecte de proveir-se de perles i elefants; a petició del gran rei els rages de Udugampola i Madampe van avançar amb les seves forces i els van derrotar i el mateix Cadiraya va morir en la lluita; els pescador de perles foren capturats i assassinats i els seus vaixells foren trencats a trossos pels elefants; 89 pescadors foren portats presoners a Kotte.
Poc després el raja que governava a Ambulugala, va retenir l'impost anual que havia de pagar al gran rei i una expedició fou enviada contra ell manada pel seu germà Rajah Sinha auxiliar pel seu amic el Ralahamy de Kirawella al korale (districte) de Galboda; Rajah Sinha es va apoderar de bona part dels dominis del raja que va demanar la pau i va oferir el pagament de 53 lakhs de monedes, dos elefants i la seva filla; aquesta proposta fou acceptada i Raja Sinha va tornar a Kotte i va informar al gran rei. La filla del raja d'Ambulugala fou donada en matrimoni al Ralahamy de Kirawella com a recompensa per la seva ajuda.
El raja d'Ambulugala no va tardar a rebel·lar-se altre cop i va refusar el reconeixement del gran rei. Contra el rebel fou enviat el raja de Udugampola que va ocupar la ciutat d'Ambulugala. Llavors el raja de la ciutat va enviar missatgers al raja de Udugampola amb un para-sol de perles, un escut de conxes i una cadena d'or, i va prometre no reincidir mai més en la seva conducta. Després d'una severa reprimenda al rebel, el raja de Udugampola i els nobles van tornar a Kotte on van informar al gran rei.

## Successió
Dharma Parakrama Bahu va morir després d'un regnat que es diu que havia durat vint anys. La data podria ser 1513 per les raon que ha hem vist. El va succeir el seu germà Vijayabahu VII que era Rajah de Menick Kadawara. Es diu que el tron fou ofert al raja de Udugampola, de sang reial i nom Sakala Kala Wallahba (o Vallabha), però va refusar al·legant que Vijayabahu tenia millor dret que ell.